# Schlosskapelle Nörvenich
Die Schlosskapelle Nörvenich ist ein römisch-katholischer Sakralraum aus dem 18. Jahrhundert im Schloss Nörvenich in Nörvenich, Kreis Düren. Die Kapelle ist der Gottesmutter Maria gewidmet. Sie gehörte bis 1803 zum Kirchspiel Hochkirchen und somit zur Pfarre St. Viktor.

## Lage im Hauptgebäude
Der längsgestreckte Sakral-Raum befindet sich im Hauptgebäude und ist über den Haupteingang auf der linken Seite zu erreichen. Er hat ein hohes Fenster nach Nordwesten. An den Längsseiten befindet sich je ein Durchgang in größere Räume des Baudenkmals, die für museale Ausstellungen genutzt werden. Der linke Durchgang ist seit Jahren durch Spanplatten verschlossen, tapeziert und mit handelsüblicher altweißer Farbe gestrichen.

## Deckengemälde von 1729

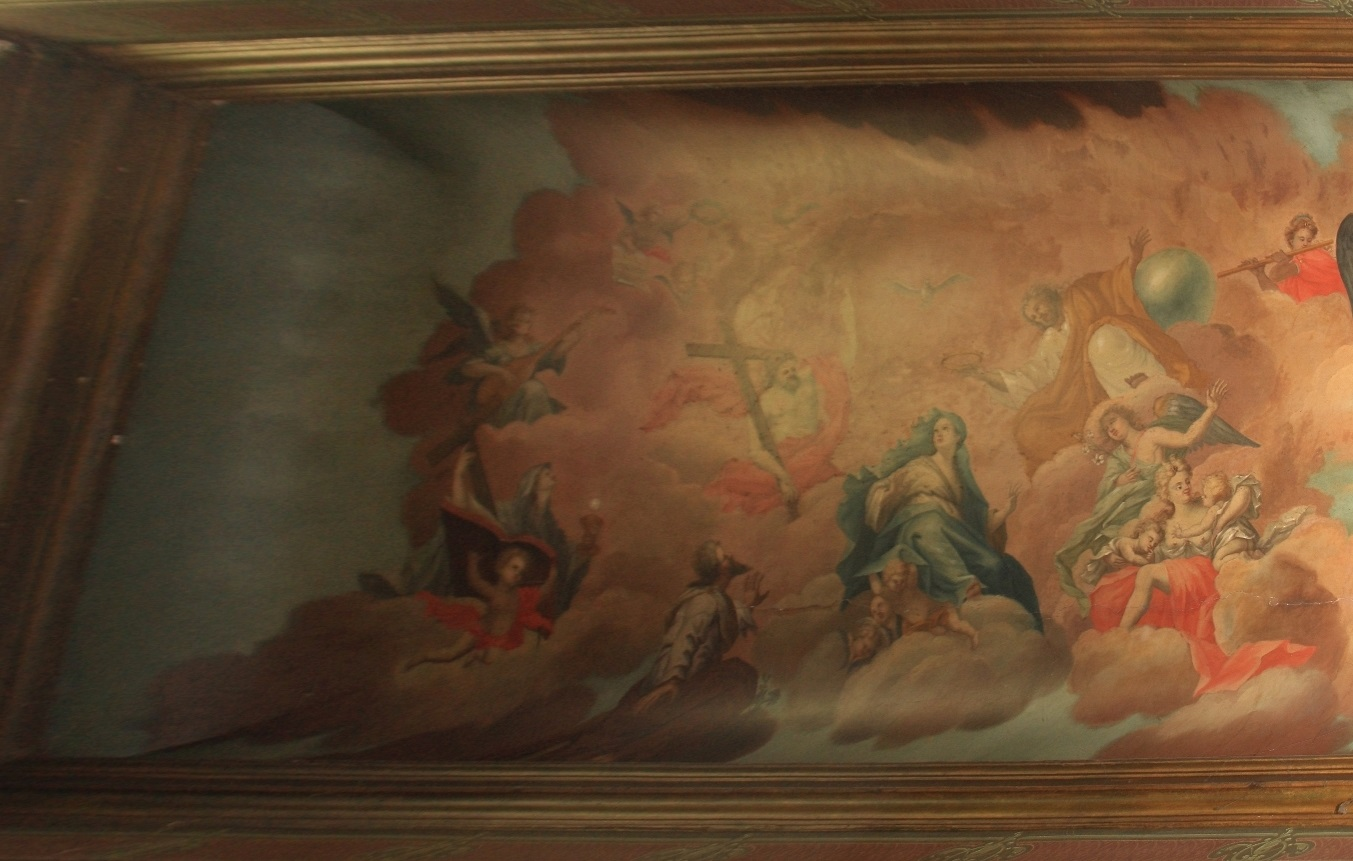
Deckengemälde

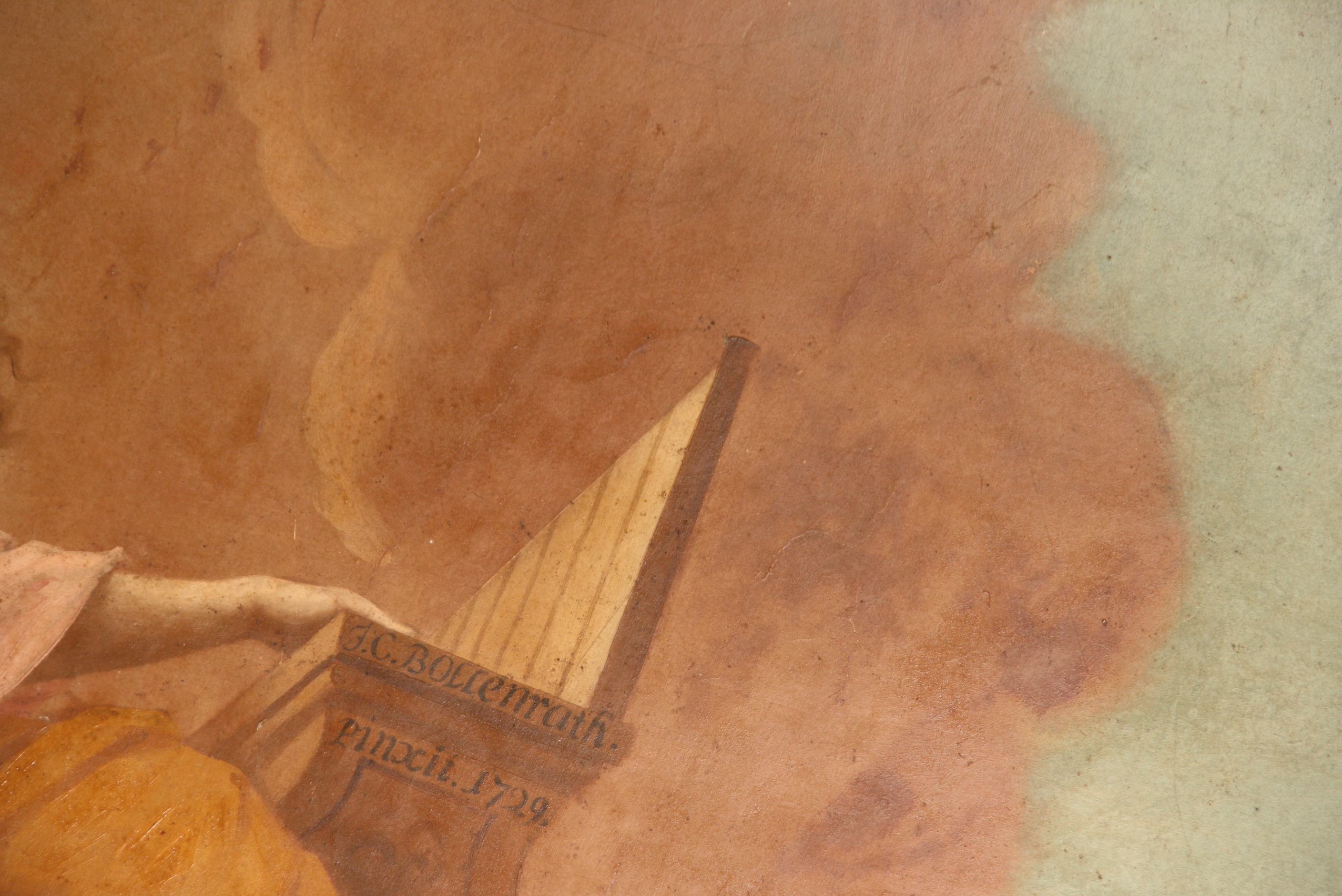
Inschrift des Malers

Das wertvollste erhaltene beste Stück aus der Bauzeit ist nach Angaben von Kunsthistorikern das Deckengemälde des Barockmalers Johann Chrysanth Bollenrath, das Jahrhunderte mit zwei  Weltkriegen  überstand. Der Künstler aus Aachen hatte das in Ölfarben geschaffene Gemälde in diesem Raum gemalt und im Jahre 1729 vor Ort von Hand signiert und datiert.
Das Deckengemälde zeigt Mariä Aufnahme in den Himmel. Außer Maria, der Dreifaltigkeit, musizierenden Engeln und einer Allegorie des Glaubens sind ein kniender Adliger und seine Frau mit zwei Kindern als Stifterfamilie zu sehen. Besitzer zu dieser Zeit war die Familie von Gymnich, die die mittelalterliche Burg baulich erneuerte. Der damals vom Eigentümer genannte Name Burg wurde gewählt, um den Unterschied zum Schloss Gymnich zu verdeutlichen, dem Stammsitz der Adelsfamilie im nahen Nachbarort der heutigen Gemeinde Nörvenich.

## Maße
Der langgestreckte Kapellenraum ist 265 cm breit und 610 cm lang. Die Höhe der Gewölbedecke ist 480 cm. Das Außenfenster zum Schlosspark  befindet sich in einer 140 cm dicken Ziegelmauer und hat eine Größe von 300 × 160 cm. Die Grundfläche des Raumes beträgt 16,2 m².
Das Inventar, incl. dem Rest eines Barockaltars, wurden 1902 nach Schloss Gymnich verbracht.

## Erneute Nutzung als Sakralraum
Die Kapelle wird nach Angaben der Domänenverwaltung von dem im Schloss beheimateten Museum Europäischer Kunst (früheres Museum Arno Breker) für temporäre Ausstellungen „Religiöse Kunst“ genutzt. Eine erneute Ausgestaltung als Sakralraum hat begonnen. Zur Ausstattung der historischen Kapelle wurden inzwischen mehrere sakrale Gegenstände von der Schlossbesitzerfamilie Bodenstein beschafft, zu deren Vorfahren die Grafen von Burg Pottenstein gehören. Dort lebte von 1227 bis 1228 auch Elisabeth von Thüringen, nachdem sie als Witwe mit drei Kindern vom Fürstenhof verbannt worden war.
An die Heilige Elisabeth, die durch die Legende des „Rosenwunder“ bekannt ist, erinnern daher auch neue  Exponate wie eine Bronze-Statue der Künstlerin Yrsa von Leistner sowie eine eigens gestaltete Statuette Elisabeth mit dem Blumenkorb von Karolin Donst. Zur Sakralen Kunst für Wechselausstellungen gehören ferner ein Relief „Madonna mit Kind“, ein Salvador-Dalí-Kreuz, ein von Papst Benedikt XVI. gesegnetes „Kreuz von Jerusalem“, ein für die Kapelle geschaffener Bilder-Zyklus „Der Kreuzweg Christi“ der Ordensschwester Maria Geroldine Dörpinghaus sowie historische Messgewänder.